# 若洛博克 (塔拉拉伊夫卡區)
50°50′38″N 33°6′8″E / 50.84389°N 33.10222°E
若洛博克（烏克蘭語：Жолобок），是烏克蘭北部的村莊，隸屬切爾尼希夫州的普里盧基區。該村面積0.16平方公里，海拔高度175米，2001年人口34，人口密度每平方公里218人。